# Macrovanua demissa
Macrovanua demissa är en insektsart som först beskrevs av Ronald Gordon Fennah 1949.  Macrovanua demissa ingår i släktet Macrovanua och familjen Tropiduchidae. Inga underarter finns listade i Catalogue of Life.